# Михаэлерплац
Михаэ́лерплац (нем. Michaelerplatz — букв. «Михайловская площадь») — площадь в центре Вены в форме барочной звезды.
Площадь Михаэлерплац получила своё название около 1850 года в честь приходской церкви Святого Михаила, заложенной в 1221 году для проживавших вокруг Хофбурга придворной челяди и горожан на средства герцога Леопольда VI из рода Бабенбергов. Проект перестройки площади, до этого беспорядочно менявшей свой облик на протяжении нескольких веков, был создан в 1725 году с возведением Михайловского корпуса Хофбурга архитектором Йозефом Эмануэлем Фишером фон Эрлахом. Работы у левого крыла корпуса начались в 1729 году, но были заморожены в последние годы правления императора Карла VI и были окончательно прекращены при императрице Марии Терезии в 1741 году. Барочный проект был реализован лишь спустя полтора века, в 1889—1893 годах под руководством архитектора Фердинанда Киршнера в связи со сносом стоявшего посреди площади старого здания Бургтеатра.
Осенью 1838 года на Михаэлерплац была установлена первая в Вене газовая лампа общественного пользования. Предприниматель Георг Пфендлер, основатель и директор «Австрийского общества по освещению газом» установил на площади газовый канделябр на шесть свечей. Газ поступал по трубе с газового завода в Россау (в Альзергрунде). В 1927 году на Михаэлерплац появился первый в Вене круговой перекрёсток.
Помимо Михайловского корпуса Хофбурга с доминирующим при взгляде с Кольмаркта над площадью куполом над въездом через крепостные ворота и церкви Святого Михаила достопримечательностью Михаэлерплац является также «Дом без бровей», построенный в начале XX века по проекту архитектора Адольфа Лооса и в своё время породивший многочисленные споры по поводу его художественных достоинств. С 1991 года в центре площади Михаэлерплац находится оформленный архитектором Хансом Холляйном филиал Музея Вены под открытым небом с постоянной археологической экспозицией.